# Srđan Marjanović
Srđan Marjanović (serbiska: Срђан Марјановић), född 1952 i Banja Luka, är en serbisk artist, låtskrivare och musikproducent.
Marjanović släppte sitt debutalbum, Srđan Marjanović i prijatelji, 1974 med rockbandet YU Grupa som kompband. Uppföljaren till detta album, Imaš kod mene veliki plus, släpptes först 1979 bl.a. som en följd av att Marjanović påbörjade sin värnplikt 1978. På hans femte studioalbum, Senti-Menti, från 1982 medverkade tjejgruppen Aska som körsångerskor. Marjanović har producerat merparten av sina album själv.
Marjanović har deltagit flera gånger i den jugoslaviska uttagningen (Jugovizija) till Eurovision Song Contest; Första gången var 1974 då han framförde bidraget Ja te zovem, ljubavi. Han lyckades inte kvalificera sig till finalen. Han deltog igen 1981 med bidraget Ti me nazovi (4:e plats), 1982 med Poljubi me (11:e plats) och senast 1989 då han tillsammans med Biljana Krstić framförde bidraget Još jedan poljubac za kraj (7:e plats).

## Diskografi

### Studioalbum
- Srđan Marjanović i prijatelji (1974)
- Imaš kod mene veliki plus (1979)
- Uvek ima neki đavo (1980)
- Ne kači se za mene (1981)
- Senti-Menti (1982)
- Ne pucaj na plavog anđela (1983)
- Lopov! (1984)
- Sam (1986)
- Ako jednom puknem ja (1989)
- Priznaću sve (1995)
- Melanholik (2001)
- Jednoj jedinoj (2004)

### Samlingsalbum
- Nežno 1974. - 1998. (1998)
- Poslednji album (studio/compilation album; 2010)

### Singlar
- "Moja mala" / "Tražim" (1973)
- "Prvi put sretni" / "U čemu je stvar" (1973)
- "Dolaze mladi" / "Pustite me da sanjam" (1973)
- "Ja te volim ljubavi" / "Vau vau" (1974)
- "Pesma sreće" / "Idi" (1975)
- "Mala Maja" / "Leptir" (1976)
- "Tvoja mašina" / "Ne ostavljaj me sad" (1976)
- "Zeleni poljubac" / "Da li spavaš" (1978)